# آنتونیو کارلوس سانتوس
آنتونیو کارلوس سانتوس (به پرتغالی: Antônio Carlos Santos) هافبک اهل برزیل است که در شهر ریودو ژانیرو و در تاریخ ۸ ژوئن ۱۹۶۴ به دنیا آمده‌است.
آنتونیو کارلوس سانتوس در تیم‌های فوتبال فلومیننزه سابقهٔ حضور دارد.